# Лбова, Римма Яковлевна
Римма Яковлевна Лбова — советская ткачиха.

## Биография
Родилась в 1936 году в Вязниках. Член КПСС.
В 1952—1991 гг. — ткачиха Вязниковской фабрики «Свободный пролетарий».
Обслуживала до 16 ткацких станков одновременно, в течение двух пятилеток десятикратно перевыполняла план по производству брезентовой ткани.
За большой личный вклад в увеличение выпуска, улучшение качества, снижение себестоимости товаров народного потребления была в составе коллектива удостоена Государственной премии СССР за выдающиеся достижения в труде 1984 года.
Почётный гражданин Вязников.
Жила в городе Вязники. 
13 декабря 2012 года Римма Яковлевна умерла